# Camp Quest
Camp Quest é um acampamento britânico para crianças de até 17 anos. Além das atividades de lazer típicas de um acampamento, os jovens são instruídos a pensarem de maneira científica e livre de doutrinas, o que leva críticos do acampamento o rotularem de  "acampamento ateu". Os adolescentes são inclusive estimulados a provar a inexistência de dois unicórnios que não deixam rastros, cheiros, sons ou imagens. Até hoje, ninguém conseguiu provar que os seres não existem.